# Oortsche Wolke

Oortsche Wolke (NASA-Grafik)

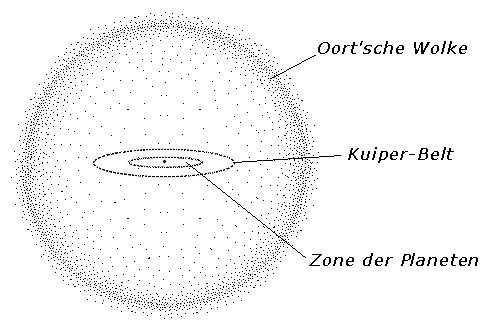
Oortsche Wolke (nichtmaßstäbliches Schema)

Die Oortsche Wolke (andere Schreibweise: Oort’sche Wolke), auch als zirkumsolare Kometenwolke oder Öpik-Oort-Wolke bezeichnet, ist eine kugelschalenförmige Ansammlung astronomischer Objekte im äußersten Bereich des Sonnensystems.

## Theorie
Die Wolke wurde 1950 vom niederländischen Astronomen Jan Hendrik Oort als Ursprungsort der langperiodischen Kometen postuliert. Oort griff damit einen Vorschlag des estnischen Astronomen Ernst Öpik von 1932 auf.
Oort gründete seine Hypothese auf die Untersuchung von Kometenbahnen und auf die Überlegung, dass die Kometen nicht aus den bekannten Regionen des Sonnensystems stammen könnten, wie bis dahin angenommen wurde. Kometen werden im Verlauf von mehreren Passagen des Bereiches der Planeten durch den stärkeren Sonnenwind und die Ausbildung eines Kometenschweifs zerstört; nach den alten Voraussetzungen dürften sie daher heute nicht mehr vorkommen.

## Ausmaß
Der Theorie nach umschließt die von Oort angenommene „Wolke“ die übrigen Zonen des Sonnensystems kugelschalenförmig in einem Abstand zur Sonne bis 100.000 Astronomischen Einheiten (AE), was rund 1,6 Lichtjahren entspricht. Im Vergleich dazu ist der sonnenfernste Planet Neptun nur ca. 4,2 Lichtstunden (30 AE), der nächste Stern Proxima Centauri dagegen bereits 4,2 Lichtjahre von der Sonne entfernt; die vom Sonnenwind maßgeblich durchströmte Heliosphäre hat einen Radius von etwa 120 AE. Schätzungen der Anzahl der Objekte der Oortschen Wolke liegen zwischen einhundert Milliarden und einer Billion. Vermutlich geht sie kontinuierlich in den Kuipergürtel (30 bis 50 AE) über, dessen Objekte allerdings gegen die Ekliptik konzentriert sind.

## Entstehung
Die Oortsche Wolke besteht nach heutiger Auffassung aus Gesteins-, Staub- und Eiskörpern unterschiedlicher Größe, die bei der Entstehung des Sonnensystems und dem Zusammenschluss zu Planeten übriggeblieben sind. Diese sogenannten Planetesimale wurden von Jupiter und den anderen großen Planeten in die äußeren Bereiche des Sonnensystems geschleudert. Durch den gravitativen Einfluss benachbarter Sterne wurden die Bahnen der Objekte mit der Zeit so gestört, dass sie heute nahezu isotrop in einer Schale um die Sonne herum verteilt sind. Wegen der weit größeren Entfernung zu den Nachbarsternen sind die Objekte der Oortschen Wolke trotz ihres relativ großen Abstandes zur Sonne gravitativ an diese gebunden, also nach geläufiger Definition feste Bestandteile des Sonnensystems. Die Astrophysiker Amir Siraj und Abraham Loeb von der Cornell University stellten im November 2020 nach statistischen Untersuchungen am interstellaren Kometen 2I/Borisov die These auf, dass mehr als die Hälfte der Objekte in der Oortschen Wolke interstellaren Ursprungs sein könnten. Sie könnten also beispielsweise aus den Orbitalsystemen benachbarter Sterne hinausgeschleudert und von der Gravitation der Sonne eingefangen worden sein. Dies würde nahelegen, dass ein nennenswerter Austausch von Himmelskörpern zwischen Sternsystemen stattfindet, da umgekehrt auch zahlreiche Objekte aus der Oortschen Wolke in den Schwerkraftbereich anderer Sterne wechseln könnten.

## Kometen

Jupiterbahn, Kuipergürtel, Umlaufbahn von Sedna und Oortsche Wolke im Vergleich

Durch den Einfluss der Gravitationsfelder der benachbarten Sterne sowie der galaktischen Gezeiten werden die Umlaufbahnen der Objekte der Oortschen Wolke gestört und einige von ihnen geraten ins innere Sonnensystem. Dort erscheinen sie dann als langperiodische Kometen mit einer Periode von mehreren tausend Jahren. Kurzperiodische Kometen können sich nicht aus Körpern der Oortschen Wolke bilden, da eine hierfür benötigte Störung durch die großen Gasplaneten zu gering ist.
Die Oortsche Wolke ist nicht der einzige Ursprungsort von Kometen: Bei einer mittleren Periodenlänge können diese auch aus dem Kuipergürtel stammen. Beispielsweise hat der bekannte Halleysche Komet sein Aphel bei etwa 35 AE in der Nähe der Neptun-Bahn.

## Unklare Abgrenzung
Ein direkter Nachweis der Oortschen Wolke durch Beobachtung ist auch in naher Zukunft nicht zu erwarten, aber es gibt viele indirekte Anzeichen, so dass ihre Existenz als nahezu sicher gilt.
Die Oortsche Wolke wird in eine innere und eine äußere Oortsche Wolke unterteilt, wobei die Grenze bei einer großen Halbachse der Umlaufbahn von 10.000 bis 20.000 AE angenommen wird. Grund für diese Unterteilung ist die Jupiter-Barriere, die verhindert, dass Kometen mit einer großen Halbachse kleiner als etwa 10.000 AE in das innere Sonnensystem gelangen können. Objekte der inneren Oortschen Wolke gelten daher als nicht beobachtbar. Langperiodische Kometen mit einer großen Halbachse kleiner als etwa 10.000 AE, die im inneren Sonnensystem beobachtet werden, stammen aus der äußeren Oortschen Wolke und haben wahrscheinlich schon mehrere Bahnumläufe durch das innere Sonnensystem erfahren, wobei ihre große Halbachse durch Bahnstörungen durch Planeten schrittweise reduziert wurde. Diese Kometen werden daher als „dynamisch alt“ bezeichnet, im Gegensatz zu „dynamisch neuen“ Kometen, die direkt aus der Oortschen Wolke stammen und das innere Sonnensystem zum ersten Mal erreichen.
Von den Entdeckern des extrem weit außen umlaufenden Planetoiden Sedna – mit einem Aphel bei etwa 926 AE – wurde eine Zugehörigkeit dieses Objekts zur inneren Oortschen Wolke vorgeschlagen, was aber bisher nicht allgemein akzeptiert ist. Viele Astrophysiker vertreten die Ansicht, dass Sedna immer noch zu sonnennah sei, um der Wolke anzugehören.